# Liste der Naturdenkmale in Groß-Zimmern
Die Liste der Naturdenkmale in Groß-Zimmern nennt die in Groß-Zimmern im Landkreis Darmstadt-Dieburg in Hessen gelegenen Naturdenkmale. Sie sind nach § 28 Bundesnaturschutzgesetz (BNatschG) geschützt.
| Bild                          | Bezeichnung                         | Ortsteil, Lage                               | Beschreibung | Art | Nr.     |
| ----------------------------- | ----------------------------------- | -------------------------------------------- | --- | --- | ------- |
| mehr Fotos \| Fotos hochladen | An der Ziegelhütte von Groß-Zimmern | Groß-Zimmern 49° 52′ 22,8″ N, 8° 48′ 28,8″ O | Ehemalige Tongrube, geschützt mit Verordnung vom 7. August 1991, Schutzgrund Eigenart und Schönheit, sowie wissenschaftliche Gründe. Unebenes Gelände, bewachsen mit Robinien, Stieleichen, Birken, Bergahorn, Weiden, Hainbuchen, Johannisbeeren. Am Rand ein Gebüschsaum mit Weißdorn und Schlehen. Im Zentrum liegt eine größere Wiese. |     | 432.301 |

## Belege
1. ↑  
Karte "Umweltschutz". BürgerGIS Landkreis Darmstadt-Dieburg. Landkreis Darmstadt-Dieburg, abgerufen am 4. April 2020.
2. ↑  
Verordnung zum Schutze von Naturdenkmalen im Landkreis Darmstadt-Dieburg. (pdf; 104 kB) Kreisausschuß des Landkreises Darmstadt-Dieburg, 7. August 1991, abgerufen am 21. Juli 2016.
3. ↑  
Horst Bathon, Georg Wittenberger: Die Naturdenkmale des Landkreises Darmstadt-Dieburg mit Biotop-Touren, 2. erweiterte und vollständig überarbeitete Auflage. Hrsg.: Kreisausschuss des Landkreises Darmstadt-Dieburg – Untere Naturschutzbehörde (= Schriftenreihe Landkreis Darmstadt-Dieburg). Darmstadt 2016, ISBN 978-3-00-050136-4, S. 72–75.

- Karte mit allen Koordinaten:
- OSM |
- WikiMap